# أل لورانس
أل لورانس (بالإنجليزية: Allan Lawrence) هو عداء مسافات طويلة ومؤلف أسترالي، ولد في 9 يوليو 1930 في Punchbowl, New South Wales ‏ في أستراليا، وتوفي في 15 مايو 2017 في هيوستن في الولايات المتحدة.

## وصلات خارجية
- أل لورانس على موقع النتائج التاريخية لألعاب القوى الأسترالية (الإنجليزية)
- أل لورانس على موقع اللجنة الأولمبية الدولية (الإنجليزية)
- أل لورانس على موقع أوليمبيديا (الإنجليزية)
- أل لورانس على موقع اللجنة الأولمبية الأسترالية (الإنجليزية)